# Boromir

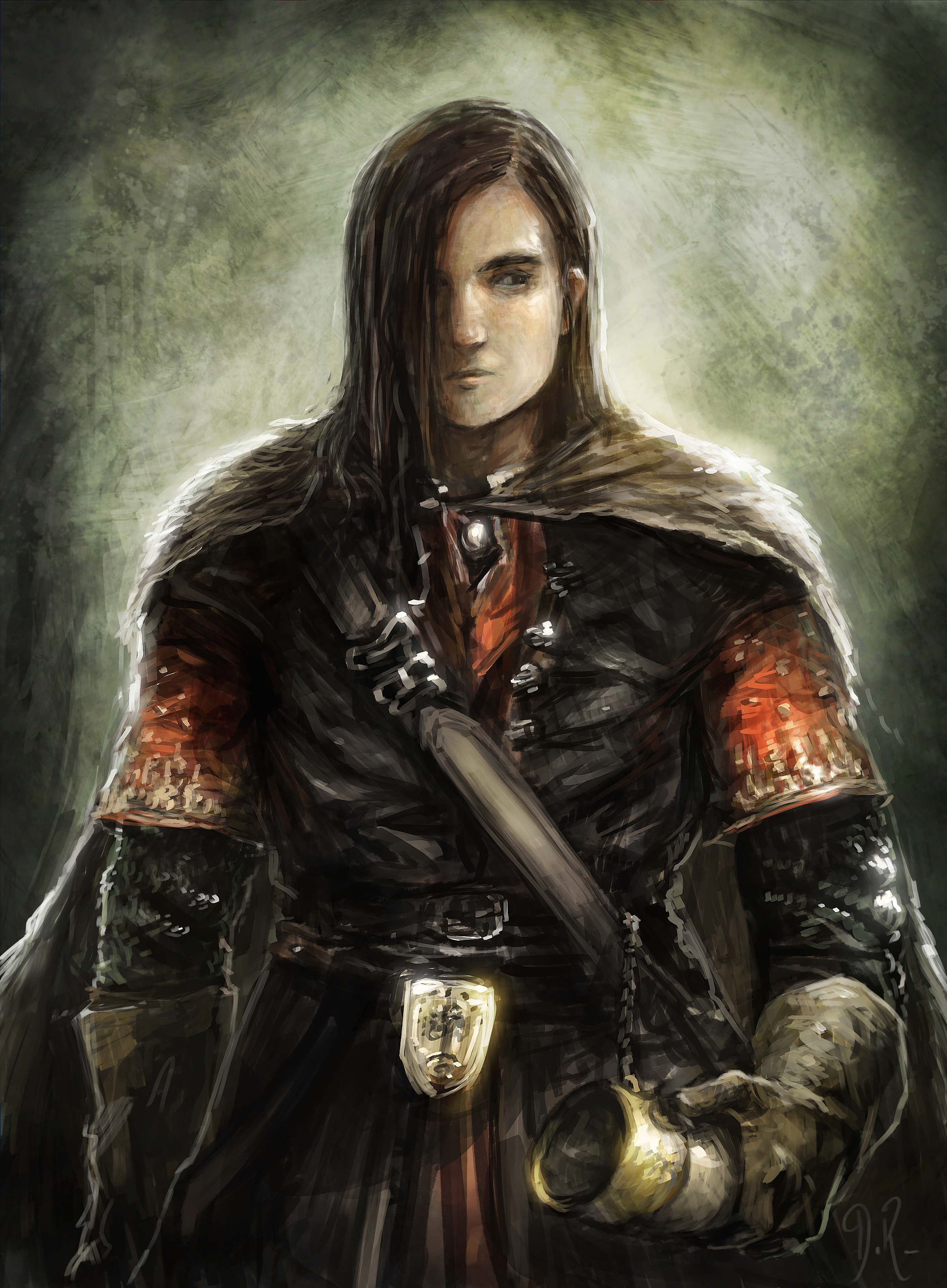
Boromir

Boromir (2978 Třetího věku – 26. února 3019 Třetího věku) je postava ve fiktivním světě J. R. R. Tolkiena, Středozemi. Objevuje se v trilogii Pán prstenů jako jeden z devíti členů Společenstva Prstenu. Boromir je člověk, nejstarší syn Denethora II., posledního vládnoucího správce Gondoru, odkud také pochází.
Ve filmovém zpracování trilogie Pán prstenů jej hraje herec Sean Bean.

## Boromirův život
Boromir se narodil roku 2978 Třetího věku. Jeho otcem byl Denethor II., matkou Finduilas, dcera Adrahila z Dol Amrothu. Boromirův mladší bratr Faramir se narodil roku 2983. Následujícího roku se Denethor stal správcem trůnu Gondoru, tuto hodnost převzal po svém otci Ecthelionovi II.
Roku 2988 zemřela Finduilas a Denethor se stal pochmurným, chladným a izoloval se od rodiny. V té době se sblížili Boromir s Faramirem a stali se opravdu velkými přáteli. Denethor vždycky upřednostňoval Boromira, pročež byl považován za odvážnějšího a nebojácnějšího než jeho mladší bratr. Mezi bratry však nepanovala žádná rivalita. Boromir vždycky Faramirovi pomáhal a podporoval ho. Boromir byl velkým válečníkem a brzy se stal v Gondoru slavným.
V reakci na prorocký sen, který oba bratři měli, byl Boromir zvolen, aby se roku 3018 vydal do Roklinky. Cesta z Minas Tirith mu zabrala 110 dní, jel po jemu neznámých cestách, až konečně dorazil do Roklinky, o které málo Gondorských vůbec vědělo. Na brodu v Tharbadu Boromir ztratil koně, dál cestoval po Zelené cestě pěšky. Do Roklinky přijel před začátkem Elrondovy rady.
Na radě sdělil ostatním novinky z Gondoru, hlavně o neustálém válčení s Mordorem. Také se snažil ostatní přesvědčit, aby směl vzít Jeden prsten do Gondoru a použít jej proti nepříteli. To ale nikdo nechtěl dovolit, jelikož Prsten nelze použít proti Sauronovi, protože jej ovládá svou vůlí.
Následně se tedy alespoň přidal ke Společenstvu prstenu, jež mělo za úkol zničit Prsten v Hoře osudu. Ještě před odchodem Boromir zatroubil hlasitě na gondorský roh se slovy, že neodejde jako zloděj, který se plíží nocí. Elrond ho poté varoval, aby už takhle nikdy netroubil, dokud nedorazí k hranicím Gondoru.
Společenstvo se vydalo na cestu. Při neúspěšném pokusu o přechod Mlžných hor průsmykem Caradhrasu Boromir prokázal svou sílu a statečnost při brodění hlubokým sněhem a bojem s vlky v pustině. Společenstvo se pokusilo překonat hory skrze doly Morie, kde padl Gandalf v boji s balrogem. Po pádu Gandalfa převzal velení Aragorn. Dalšího dne dorazili do Lothlórienu, kde Boromir podstoupil zkoušku mysli od Galadriel. Než Lórien opustili, Boromir dostal od elfů dary: elfí plášť a zlatý opasek.
Boromir se jako gondorský válečník obával, že Gondor brzy padne před Sauronovým náporem, a protože chtěl ve válce zvítězit (a získat slávu), Prsten nad ním pomalu začal získávat moc. Bylo však rozhodnuto, že Prsten bude zničen v ohních Hory osudu. S tím Boromir nesouhlasil, stále přesvědčoval ostatní, že Prsten bude v Gondoru v bezpečí a pomůže ubránit jeho zemi. Neuspěl však. A tak se v jeho mysli, pomalu ovládané Prstenem, začal rodit nápad, že by Prsten mohl vzít sám, a ochránit svůj lid.
Když se Frodo, který nesl Prsten, vzdálil od ostatních, vydal se Boromir za ním a požadoval, aby mu Frodo Prsten vydal. Ten samozřejmě nechtěl a když se mu ho pokusil Boromir násilím vzít, nasadil Prsten a utekl. Až teď si Boromir uvědomil, co provedl, ale bylo příliš pozdě. Věděl, že Společenstvo by ho už nepřijalo. V té chvíli zaútočili skuruti a Boromir se s nimi pustil do bitvy. Byl smrtelně zraněn, když bránil hobity Smíška a Pipina. Tak Boromir odčinil zlo, kterého se dopustil na Frodovi, a odešel jako čestný muž.
Ještě před smrtí zatroubil na gondorský roh a přivolal tak Aragorna, který však přiběhl příliš pozdě a hobiti byli odvlečeni. Než zemřel, požádal Aragorna, aby se pokusil ubránit Minas Tirith. Pak zemřel. Aragorn, Gimli a Legolas ho tam nechtěli jen tak nechat, a tak použili jednu z loděk, kam Boromirovo tělo uložili a poslali ho společně s jeho mečem, štítem, opaskem, pláštěm, zlomeným rohem a se zbraněmi nepřátel, jež zabil, do Rauroských vodopádů. Společně pak zazpívali na Boromirovu počest píseň. Zemřel 26. února 3019 Třetího věku.
Po třech dnech nalezl Faramir loď s Boromirovým tělem, plujícím po řece Anduině.